# Берарду, Рубина
Рубина Эверлин Берарду (порт. Rubina Everlien Berardo; род 11 ноября 1982, Фуншал, Мадейра) — португальский политик, депутат Социал-демократической партии от избирательного округа Мадейры в португальской Ассамблее Республики в период с 2015 по 2019 год. С февраля 2018 года Берарду занимает должность одного из вице-президентов парламентской группы своей партии в Ассамблее Республики.

## Ранние годы
Рубина Берарду получила экономическое образование, проучившись в Университете Восточной Англии (бакалавр искусств в области политики и экономики, 2003), Лондонской школе экономики и политических наук (магистр наук в области европейского политики и управления, 2004) и Португальской военной академии, где изучала информационную войну и конкурентную разведку.
До избрания депутатом Ассамблеи Республики Рубина Берарду работала с декабря 2005 года государственным служащим в региональном правительстве Мадейры в Департаменте европейских дел и внешнего сотрудничества. В период с 2012 по 2015 год она занимала должность заместителя советника по экономическим вопросам и прессе в посольстве Германии в Лиссабоне.

## Политическая карьера
До избрания в Ассамблею Республики Рубина Берарду была активисткой национальной и региональной Социал-демократической молодёжи, безуспешно баллотировавшись на пост её президента в 2011 году.
В октябре 2015 года она была избрана членом Ассамблеи Республики от избирательного округа Мадейра и вошла в состав парламентских комитетов по европейским делам, бюджету, финансам и административной модернизации. В качестве представителя своего избирательного округа Рубина Берарду включила Комиссию по расследованию в процесс, который привёл к продаже и урегулированию ситуации с банком «Banco Internacional do Funchal» (Banif).
Четыре года спустя, в июле 2019 года, мадейранская газета «JM-Madeira» объявила, что Берардо не будет переизбираться в Ассамблею Республики. Это решение было принято президентом Социал-демократической партии Мадейры Мигелом Албукерке и региональной партийной политической комиссией в результате консультаций по закрытым спискам с высшим партийным советом.